# Попелюшка (саундтрек, 2003)
«Пісні із фільму „Попелюшка“» (рос. Песни из фильма «Золушка») — альбом саундтреків 2003 року до однойменного телевізійного фільму компанії «Мелорама Продакшн», який вийшов на телеканалі «Інтер». У альбом увійшли 13 треків, десять пісень та дві музичні композиції, написані Костянтином Меладзе. Хітом 2003 року стала спільна пісня гурту «ВІА Гра» та Вєрки Сердючки «Я не поняла», написана Костянином Меладзе.

## Список композицій
Автор музики і слів Костянтин Меладзе, за винятком пісні #6, #12, слова до яких написала Діанна Гольде, також пісні #10, слова й музику до якої написав «Green Grey». 
| Пісні із фільму «Попелюшка» | Пісні із фільму «Попелюшка» | Пісні із фільму «Попелюшка»   | Пісні із фільму «Попелюшка» |
| #                           | Назва                       | Виконавець(і)                 | Тривалість                  |
| --------------------------- | --------------------------- | ----------------------------- | --------------------------- |
| 1.                          | «Песня Золушки»             | Юлія Мавріна                  | 3:43                        |
| 2.                          | «Я люблю себя»              | Лоліта Мілявська              | 3:58                        |
| 3.                          | «Чего не могут люди»        | Валерій Меладзе               | 3:40                        |
| 4.                          | «Не спугните жениха»        | Таїсія Повалій                | 3:13                        |
| 5.                          | «Не такой»                  | Валерій Леонтьєв              | 4:00                        |
| 6.                          | «Доля»                      | Олег Скрипка                  | 5:15                        |
| 7.                          | «Открытие бала»             | Костянтин Меладзе             | 1:58                        |
| 8.                          | «Я не поняла»               | Вєрка Сердючка гурт «ВІА Гра» | 3:46                        |
| 9.                          | «Танго»                     | Костянтин Меладзе             | 4:48                        |
| 10.                         | «Да»                        | гурт «Green Grey»             | 3:02                        |
| 11.                         | «Песня принца»              | Микола Басков                 | 3:44                        |
| 12.                         | «Зима, зима, зима»          | Лариса Доліна                 | 4:56                        |
| 13.                         | «Свадьба»                   | Микола Басков Юлія Мавріна    | 3:41                        |
| 49:44                       |                             |                               |                             |

## Учасники запису
Запис зроблено на студії
«Музична біржа», м. Київ.
| Музиканти - Наталія Гура — бек-вокал (1—3, 5, 8, 10—13) - Костянтин Меладзе — бек-вокал (1, 3—5, 8—13); хенд-клап (4); клавішні (6) - Геннадій Крупник — бек-вокал (2) - Володимир Бебешко — бас (6) - Юлія Мавріна — гітара (1) - Степан Василишин — гітара (2—6, 8, 11—13); хенд-клап (4) - Ігор Рудий — саксофон (3; 12) - Євген Дідик — труба (4) | Технічний персонал - Костянтин Меладзе — продюсування, аранжування - Олег Скрипка — аранжування (6) - гурт «Green Grey» — аранжування (10) - Володимир Бебешко — звукорежисер - Володимир Критович — звукооператор |